# Aldabrawever
De aldabrawever (Foudia aldabrana) is een zangvogel uit de familie Ploceidae (wevers en verwanten). De vogel werd in 1893 door de Amerikaanse ornitholoog Robert Ridgway als aparte soort beschreven, maar werd later ook lang beschouwd als ondersoort van de comorenwever (F. eminentissima). Het is een bedreigde, endemische vogelsoort op Aldabra, een atol van de Seychellen, gelegen in de Indische Oceaan.

## Kenmerken
De vogel is 13 cm. Het mannetje in de broedtijd heeft een oranjekleurige kop en borst en door het oog een brede, zwarte band als een masker. Daaronder is de buik bleekgeel. Van boven is de vogel verder okerkleurig met donkere strepen en oranjekleurige veerranden. De snavel is taankleurig. Het vrouwtje en het mannetje buiten de broedtijd zien er heel anders uit. Van boven zijn ze dof, okerkleurig tot geel met donkere streepjes. Verder een duidelijk gele wenkbrauwstreep en een vuilgele borst en buik en een lichtbruine snavel.

## Verspreiding en leefgebied
Deze soort komt voor op het opgeheven atol Aldabra een van de eilanden van de Seychellen. Het leefgebied bestaat uit struikgewas, plantages van kokospalmen en casuarinabos. Het mannetje verdedigt een nestterritorium van ongeveer 650 m² en begint aan het bouwen van een bolvormig nest met een ingang aan de zijkant. Het vrouwtje maakt het nest af, waarvoor de naalden van de Casuarina worden gebruikt.

## Status
De aldabrawever heeft een beperkt verspreidingsgebied en daardoor is de kans op uitsterven aanwezig. De grootte van de populatie werd in 2018 door BirdLife International geschat op twee tot zesduizend volwassen individuen en de populatie-aantallen namen tussen 2002 en 2013 iets toe. De populatie blijft echter gevoelig voor predatie door ingevoerde uitheemse dieren zoals de schildraaf (Corvus albus)  en de zwarte rat. Hoewel met succes bestreden, bestond vroeger ook het gevaar van hybridiseren met de madagaskarwever (F. madagascariensis). Om deze redenen staat deze soort als bedreigd op de Rode Lijst van de IUCN.